# Julio Reuter
Julio Nathaniel Reuter, född 7 januari 1863 i Åbo, död 9 januari 1937 i Helsingfors, var en finländsk språkvetare. Bror till Odo Reuter och Enzio Reuter.
Reuter var e.o. professor i sanskrit och komparativ indoeuropeistik vid Helsingfors universitet 1903-31. Han var också politiskt verksam, bl.a. var han ledande inom det passiva motståndet 1900 och satt i Kagalens styrelse, och var från 1901 sekreterare där. Han skapade propaganda för Finlands sak och skrev artiklar om Finlands förhållanden för brittisk och amerikansk press och tidskrifter. Han redigerade publikationen The Finland Bulletin 1900-05. Åren 1918-19 tillhörde han en delegation som besökte Danmark, Norge, USA och Storbritannien för att utverka stöd för Finlands självständighet. 

## Utmärkelser
- Kommendörstecknet av Finlands Vita Ros’ orden,  1919[2]

[Redigera Wikidata]